# Gedeo (volk)
De Gedeo zijn een etnische groep in het zuiden van Ethiopië. De administratieve zone Gedeo, deel van de Regionale staat Zuid-Ethiopië is naar dit volk vernoemd. Ze spreken de Gedeo-taal, een van de Koesjitische talen.
Volgens de Ethiopische nationale volkstelling van 2007 heeft deze etnische groep 986.977 leden, van wie 75,05% in Zuid-Ethiopië woont en 24,84% in aangrenzende delen van de deelstaat Oromia. De grootste concentratie leeft in het gebied ten oosten van het Abayameer, inclusief in de stad Dilla.

## Cultuur
De cultuur van de Gedeo onderscheidt zich door twee kenmerken. De eerste is de baalle, een traditie van rangen en leeftijdsklassen vergelijkbaar met het Gadaa-systeem van het Oromo-volk. Het is een klassesysteem die elkeen doorloopt met zeven graden die een geboorteperiode van 10 jaar overspannen, waardoor een cyclus van 70 jaar ontstaat. Mondelinge overlevering getuigt dat de Gedeo de praktijk hebben verworven van de Guji, een van de subgroepen van de Oromo, met wie ze historisch gezien een nauwe relatie hebben gehad. Aan de andere kant is hun landbouweconomie gebaseerd op het cultiveren van ensete, net als hun buren, het Sidama-volk, wiens taal nauw verwant is aan die van hen.
- Library of Congress Control Number: sh92002998
- Nationale Bibliotheek van Israël: 987007558514605171